# Ubi primum (Pius IX., 1849)
Ubi primum ist eine Enzyklika von Papst Pius IX., sie wurde am 2. Februar 1849 veröffentlicht und trägt den Untertitel „Über die Unbefleckte Empfängnis“.
Mit dieser Enzyklika leitet Pius IX. die Vorbereitungen zur Erarbeitung eines kirchlichen Dogmas ein. Er beruft sich dabei auch auf Äußerungen seines Vorgängers Papst Gregor XVI., der bereits zu einigen Fragen Stellung genommen habe. Pius habe wie auch schon Gregor viele Anfragen und Anregungen erhalten.
Pius IX. verkündete, dass er eine Kommission eingesetzt habe, welche aus Kardinälen, Bischöfen, Priestern und weiteren Geistlichen zusammengesetzt sei. Diese Kommission solle die theologischen, historischen und religiösen Grundlagen erarbeiten und nach den Belangen des kanonischem Recht prüfen. Er erwartete nun deren Bericht, um dann den Entscheidungsprozess einleiten zu können, bat aber gleichzeitig seine Mitbrüder um theologische und pastorale Beiträge.